# Ведель (город)
Ведель (нем. Wedel) — город в Германии, расположен в земле Шлезвиг-Гольштейн
Входит в состав района Пиннеберг. Население составляет 31 725 человек (на 31 декабря 2012 года). Занимает площадь 33.82 км². Официальный код — 01 0 56 050.
Город расположен на правом берегу Эльбы примерно в 20 км к югу от Эльмсхорна и 17 км к западу от Гамбурга.

## Население
| Год                   | 1910  | 1925  | 1933  | 1939  | 1998   | 1999   | 2000   | 2001   | 2002   | 2003   | 2004   | 2005   | 2006   | 2007   |
| --------------------- | ----- | ----- | ----- | ----- | ------ | ------ | ------ | ------ | ------ | ------ | ------ | ------ | ------ | ------ |
| Население (на 31.12.) | 5 938 | 6 168 | 7 661 | 8 308 | 31 850 | 31 783 | 32 060 | 32 221 | 32 354 | 32 164 | 32 014 | 32 177 | 32 513 | 32 601 |